# アンブレイン
アンブレイン(Ambrein)は、香料に用いられる芳香性の物質である。マッコウクジラの消化管から分泌される龍涎香の主成分であり、龍涎香の媚薬効果を生み出す要因になっていることが示唆されている。
鎮痛剤の効果があり、ラットの性行動を増加させることが示されている。
化合物としては、トリテルペンアルコールに分類される。